# Hexaprotodon
Hexaprotodon är ett släkte av däggdjur som ingår i familjen flodhästar. Bortsett från dvärgflodhästen levde arterna i släktet mellan senare miocen och pleistocen. Fossil hittades i Afrika norr om ekvatorn, i södra Europa och i södra Asien.

## Systematik
Beroende på auktoritet utgörs släktet av dvärgflodhästen och flera utdöda arter eller av endast utdöda arter. Den nyaste taxonomiska indelningen räknar dvärgflodhästen till släktet Choeropsis.
Utdöda arter av Hexaprotodon är:
- Hexaprotodon bruneti
- Hexaprotodon coryndoni
- Hexaprotodon crusafonti
- Hexaprotodon dulu
- Hexaprotodon garyam
- Hexaprotodon hipponensis
- Hexaprotodon imaguncula
- Hexaprotodon iravticus
- Hexaprotodon mingoz
- Hexaprotodon namadicus
- Hexaprotodon palaeindicus
- Hexaprotodon pantanellii
- Hexaprotodon primaevus
- Hexaprotodon sahabiensis
- Hexaprotodon shungurensis
- Hexaprotodon siculus
- Hexaprotodon sivalensis